# Iron Man (film, 1951)
Pour les articles homonymes, voir Iron Man.
Pour plus de détails, voir Fiche technique et Distribution.
Iron Man est un film américain réalisé par Joseph Pevney, sorti en 1951.
Il s'agit d'une adaptation du roman de W. R. Burnett, déjà adapté au cinéma sous le titre L'Homme de fer en 1931, film réalisé par Tod Browning.

## Fiche technique
- Titre : Iron Man
- Réalisation : Joseph Pevney
- Scénario : George Zuckerman (en) et Borden Chase d'après le roman de W. R. Burnett
- Photographie : Carl E. Guthrie
- Montage : Russell F. Schoengarth
- Société de production : Universal Pictures
- Pays d'origine : États-Unis
- Format : Noir et blanc - 1,33:1
- Genre : drame
- Durée : 82 minutes
- Date de sortie : 1951

## Distribution
- Jeff Chandler : Coke Mason
- Evelyn Keyes : Rose Warren Mason
- Stephen McNally : George Mason
- Rock Hudson : Tommy 'Speed' O'Keefe alias Kosco
- Joyce Holden : 'Tiny' Ford - Photographe
- Jim Backus : Max Watkins
- James Arness : Alex Mallick